# El hombre del año (película de 1970)
El hombre del año es una película filmada en colores de Argentina dirigida por Kurt Land sobre el guion de Nicolás Sarquís  y Jordán de la Cazuela según la obra  El señor Donat se niega a morir  de Bella Kollar que se estrenó el 19 de noviembre de 1970 y que tuvo como protagonistas a Alberto Olmedo, Olga Zubarry, Fidel Pintos y Javier Portales. Fue filmada parcialmente en la ciudad de Lanús en la provincia de Buenos Aires. Tuvo como títulos alternativos los de No toca corazón y Rupeta quiere vivir.

## Sinopsis
La vida de un hombre al que descubren dos corazones cambia bruscamente cuando un grupo de delincuentes intenta apoderarse de uno de ellos para trasplantárselo al Capo Maffia que tiene problemas cardíacos.

## Reparto
- Alberto Olmedo
- Olga Zubarry
- Fidel Pintos
- Javier Portales
- Ricardo Castro Ríos
- Nené Morales
- Norma Pons
- David Llewellyn
- Saúl Jarlip
- Alberto Piazza
- Marcos Ángel Buono
- Cuny Vera
- Victoria Alais

## Comentarios
Clarín dijo:

”Lúcido trabajo de Alberto Olmedo. La idea es excelentey  propiciaba una sátira de alcances poco menos que ilimitads,,,algo de esto se adivida, detrás del film en la pieza en que se basa.”

La Prensa opinó:

”Bromas reiteradas hasta el cansancio en la televisión y otros films de oportunidad. Todo esto es lamentable ya que se desaprovecha el indudable talento cómico de Alberto Olmedo.”

    Manrupe y Portela escriben sobre el filme:

”Interesante comedia que termina siendo una crítica a los medios y su manipulación de ciertos fenómenos.”